# Видошукач

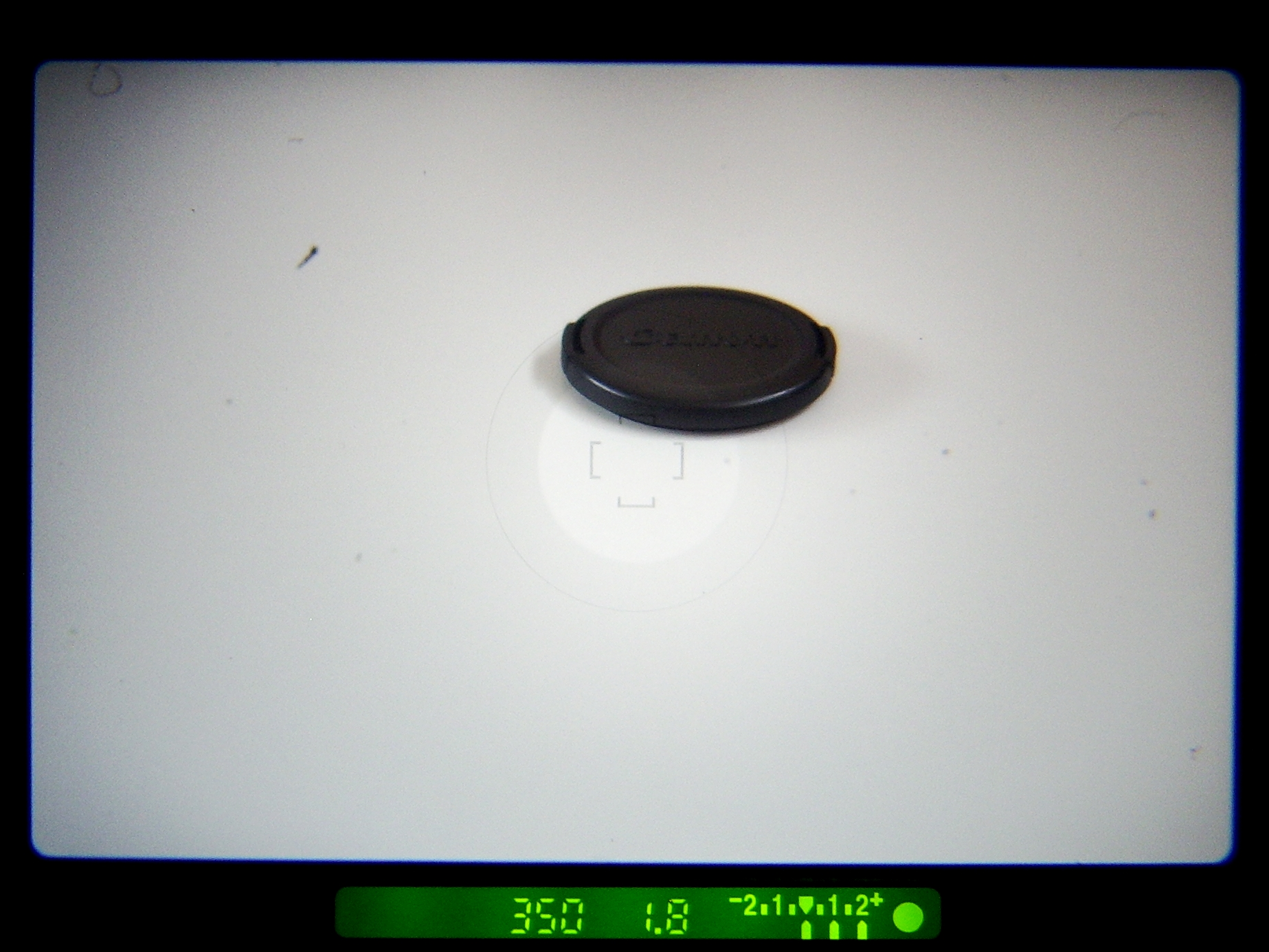
Зображення у видошукачі дзеркального фотоапарата

Видошукач або візир — елемент фотоапарата, що показує межі майбутнього знімка, іноді різкість і параметри зйомки, «приціл». Також видошукачі використовуються в кіно- і відеокамерах. Візири є в компасах та інших приладах, що використовують людське око. Видошукач — це механічне або оптичне пристосування для попереднього (приблизного) наведення зорової труби маркшейдерського або геодезичного приладу у напрямку візування. Найпростішим видошукачем є механічний приціл, діоптр тощо.
Візирна лінія зорової труби — лінія, яка з'єднує перехрестя сітки ниток у маркшейдерському приладі з візирною ціллю.
Візирна ціль — знак, предмет, існуючий у натурі або встановлюваний спеціально на місцевості чи в підземних гірничих виробках і використовуваний для візування при вимірюваннях маркшейдерсько-геодезичними інструментами візирною ціллю є: шнур чи вістря виска, підвішеного на маркшейдерський пункт і освітленого індивідуальним світильником; електрифікований або табличний сигнал (марка), встановлений на стандартній підставці від маркшейдерського або геодезичного приладу; віха, візирний циліндр сигналу геодезичного чи піраміди, тур і ін. На візирну ціль наводиться перехрестя сітки ниток маркшейдерського чи геодезичного інструмента.